# Втори сезон на „Алфред Хичкок представя“
Вторият сезон на „Алфред Хичкок представя“ включва 39 епизода, излъчени през 1956 – 1957 година.

## Епизоди

### Епизод 40
„Дъждовна събота“ (на английски: Wet Saturday) е епизод № 1 от втория сезон, с участието на сър Седрик Хардуик и Джон Уилямс в главните роли. Епизодът е режисиран от Алфред Хичкок и се излъчва по канал CBS на 30 септември 1956 г.
В семейното имение Принси е извършено престъпление. Милисънт Принси(Тита Пърдъм), току-що е убила учителя, в когото е била влюбена, след като разбира, че същият е сгоден за друга жена. Убийца в семейството ? Баща и, г-н Принси (Седрик Хардуик) не може да допусне това. Той тъкмо обмисля как да разреши проблема, когато капитан Смолет (Джон Уилямс) се отбива в дома им на посещение. Изглежда че той има също сериозен мотив за убийството на учителя. Г-н Принси решава да се възползва от ситуацията и предлага на Смолет или самия той да бъде убит, или да остави доказателства на местопрестъплението, че той е убиецът. Така мълчанието на капитан Смолет е гарантирано, и той е пуснат да си върви. Г-н Принси обаче не може да остави нещата на случайността — обажда се в полицията, за да я уведоми за извършено престъпление, като знае добре, че всички улики обвиняват в извършването на убийството директно капитан Смолет ...

### Епизод 52
„Тайната на мистър Бланчард“ (на английски: Mr. Blanchard's Secret) е епизод № 13 от втория сезон. Режисиран е от Алфред Хичкок и се излъчва по канал CBS на 23 декември 1956 г.
Епизодът е забавна пародия на класическия съспенс на Алфред Хичкок от 1954 г. „Задният прозорец“. Бабс Фентън (Мери Скот) е домакиня, която в свободното си време пише криминални истории. Богатото си въображение претворява в разкази за зловещи мистерии и злодеяния. Тя започва да се чуди какво става между г-н и г-жа Бланчард (Дейтън Лъмис и Мег Мънди) в съседната къща. Малко по малко Бабс се убеждава, че г-н Бланчард е убил жена си и се опитва да убеди и собствения си съпруг Джон (Робърт Хортън) да разследват убийството и. Тя дори уведомява полицията да започне разследване. Уликите, мотивите и възможностите са на лице, но резултатът не е това, което Бабс е очаквала. Г-жа Бланчард се оказва жива и здрава...

### Епизод 67
„Още една миля“ (на английски: One More Mile to Go) е епизод № 28 от втория сезон на телевизионния американски съспенс сериал-антология „Алфред Хичкок представя“. Епизодът е режисиран от Алфред Хичкок и се излъчва по канал CBS на 7 април 1957 г.
„Още една миля“ започва с горещ спор между Сам Джейкъби (Дейвид Уейн) и жена му Марта (Луиз Лараби). Въпреки че зрителят е свидетел на кавгата зад стъклото на прозореца и затова не може да чуе репликите, резултатът от кавгата е фатален. Импулсивно грабвайки ръжена от камината, Сам удря жена си и тя умира. Той решава да се отърве от тялото, напъхва го в багажника на колата и потегля към близкото езеро. Планът на Сам неколкократно е прекъсван от един приятелски настроен, но същевременно неотстъпчив полицай на мотоциклет (Стив Броуди), който забелязва че един от задните габарити на автомобила му не работи. В крайна сметка, полицаят нарежда на САМ до го следва до близкия полицейския участък, където механик ще отвори багажника и ще поправи габарита.